# 戈夫縣 (堪薩斯州)
戈夫县（英語：Gove County，縮寫TR）是美国堪薩斯州西部的一個郡，面積2,775平方公里。根據2020年美國人口普查，共有人口2,718人。縣治戈夫城 （Gove City）。該縣成立於1868年3月2日，1886年9月2日縣政府成立，縣名紀念在南北战争中去世的格倫維爾·L·戈夫上校 （Grenville L.Gove）。